# Philippe Sanchez
Philippe Sanchez (* 26. September 1969 in Suresnes) ist ein ehemaliger französischer Skilangläufer.

## Werdegang
Sanchez belegte bei den Olympischen Winterspielen 1992 in Albertville den 51. Platz über 10 km klassisch, den 30. Rang in der Verfolgung und den achten Platz mit der Staffel und bei den nordischen Skiweltmeisterschaften 1993 in Falun den 46. Platz über 10 km klassisch und den 35. Rang über 30 km klassisch. Im folgenden Jahr lief er bei den Olympischen Winterspielen in Lillehammer den 46. Platz über 50 km klassisch, den 39. Rang über 10 km klassisch und holte mit dem 29. Platz in der Verfolgung seine ersten Weltcuppunkte. Zudem errang er dort zusammen mit Patrick Rémy, Hervé Balland und Stéphane Azambre den zehnten Platz in der Staffel. In der Saison 1994/95 erreichte er in Sappada mit dem 15. Platz über 15 km Freistil seine beste Platzierung im Weltcupeinzel und mit dem 57. Platz im Gesamtweltcup sein bestes Gesamtergebnis. Beim Saisonhöhepunkt, den nordischen Skiweltmeisterschaften 1995 in Thunder Bay, kam er auf den 46. Platz über 10 km klassisch, auf den 39. Rang in der Verfolgung und auf den 33. Platz über 50 km Freistil. Zudem wurde er dort zusammen mit Patrick Rémy, Stéphane Azambre und Hervé Balland Achter in der Staffel. Im Februar 1996 holte er in Campra über 15 km Freistil seinen einzigen Sieg im Continental-Cup. Seine letzten internationalen Rennen absolvierte er bei den Olympischen Winterspielen 1998 in Nagano. Dort belegte er den 59. Platz über 10 km klassisch und den 13. Rang mit der Staffel.

## Teilnahmen an Weltmeisterschaften und Olympischen Winterspielen

### Olympische Winterspiele
- 1992 Albertville: 8. Platz Staffel, 30. Platz 15 km Verfolgung, 51. Platz 10 km klassisch
- 1994 Lillehammer: 10. Platz Staffel, 29. Platz 15 km Verfolgung, 39. Platz 10 km klassisch, 46. Platz 50 km klassisch
- 1998 Nagano: 13. Platz Staffel, 59. Platz 10 km klassisch

### Nordische Skiweltmeisterschaften
- 1993 Falun: 35. Platz 30 km klassisch, 46. Platz 10 km klassisch
- 1995 Thunder Bay: 8. Platz Staffel, 33. Platz 50 km Freistil, 39. Platz 15 km Verfolgung, 46. Platz 10 km klassisch

## Siege bei Continental-Cup-Rennen
| Nr. | Datum            | Ort    | Disziplin      | Serie           |
| --- | ---------------- | ------ | -------------- | --------------- |
| 1.  | 10. Februar 1996 | Campra | 15 km Freistil | Continental-Cup |

## Weltcup-Gesamtplatzierungen
| Saison  | Platz | Punkte |
| ------- | ----- | ------ |
| 1993/94 | 79.   | 2      |
| 1994/95 | 57.   | 22     |
| 1995/96 | 63.   | 12     |